# Tantite
La tantite è un minerale.